# Niña, mujer, otras
Niña, Mujer, Otras es la octava novela de Bernardine Evaristo. Publicada en 2019 por Hamish Hamilton, sigue la vida de 12 mujeres y un personaje no-binario en el Reino Unido a lo largo de varias décadas. El libro fue ganador del Premio Booker 2019, junto con The Testaments de Margaret Atwood.

## Resumen
Niña, mujer, otras cuenta la vida de cada una de los 12 personajes principales mientras navegan por el mundo. La novela está dividida en cuatro secciones, cada una de las cuales contiene capítulos que tratan sobre tres de los personajes conectados directamente entre sí de alguna manera, la mayor parte de las veces como parientes (como madre e hija). Aunque cada personaje tiene su propio capítulo ambientado en una época particular, sus vidas se entrelazan de diversas maneras, como amigas, como familiares o como conocidas casuales.

La novela comienza contando la historia de una dramaturga, Amma, poco antes del estreno de su nueva producción, La última amazona de Dahomey, en un teatro de Londres. Esa obra se basa en la vida ficticia de una amazona de Dahomey. El último capítulo de la novela tiene lugar en la fiesta que sigue al estreno de la obra, en la que muchos de los personajes están presentes y coinciden allí, aunque no necesariamente se conocen entre sí. El epílogo contiene un giro argumental tras el cual concluye la historia:
Esto no se trata de sentir algo o de expresarse con palabras.

 esto se trata de ser

 juntas
Entre los temas que trata el libro a través de los relatos de la vida de los personajes se encuentran el racismo, el feminismo, la política, el patriarcado, el éxito, las relaciones, el género y la sexualidad. Al consultar a Evaristo sobre su motivación para escribir la obra, ella señala:
Quería poner presencia en la ausencia. Me resultaba muy frustrante que las mujeres británicas negras no fueran visibles en la literatura. Centré la historia en 12 caracteres: quería que abarcaran desde una adolescente hasta una mujer de unos 90 años, y ver su trayectoria desde el nacimiento, aunque no de forma lineal. Es posible interpretar la alteridad en la novela de muchas formas: las mujeres son alienadas de muchas maneras y, a veces, entre ellas mismas. Quería además que se identificara claramente como una novela sobre mujeres.

## Temas

### Interseccionalidad
La novela explora cómo la raza, la sexualidad, el género, la historia y la estratificación económica se cruzan entre sí para determinar las experiencias de las mujeres en la novela. En la universidad, Yazz crea un grupo de amigas que son todas ellas personas de color. Mantiene una actitud hostil hacia Courtney, una chica blanca de Suffolk, que se une a su grupo, argumentando que no puede identificarse con la experiencia de ser "una de las pocas chicas negras en un campus blanco". sin embargo, viaja a Londres para visitar a su amiga Nenet, hija de un diplomático egipcio, y descubre que su amiga es profundamente rica y que un profesor jubilado le ha estado escribiendo sus trabajos universitarios. Yazz se siente alienada por la experiencia y se da cuenta de que incluso siendo una mujer negra, su vida se parece más a la de su amiga blanca de clase media baja. Courtney, que nació en un entorno agrícola, aborda el problema de considerar únicamente el elemento racial del privilegio social. Citando a Roxane Gay, afirma:
Roxane Gay advirtió contra la idea de jugar 'Olimpíadas de privilegios' y escribió en Bad Feminist que el privilegio es relativo y contextual, y estoy de acuerdo, Yazz, quiero decir, ¿dónde termina todo? ¿Es Obama menos privilegiado que un campesino blanco que crece en un parque de cravanas con una madre soltera adicta y un padre preso? ¿Es una persona con una discapacidad grave más privilegiada que un solicitante de asilo sirio que ha sido torturado? Roxane sostiene que tenemos que encontrar un nuevo discurso para tratar la desigualdad.
Esta idea se mantiene a lo largo de toda la novela. A pesar de que las 12 mujeres de la historia experimentan diversas formas de opresión, muchas de ellas contribuyen a excluir a otras personas debido a sus experiencias de vida, clase y posición social. Muchos de los personajes se "alienan" entre sí. La visión reduccionista de Dominique sobre Shirley como una "maestra de escuela heterosexual seca" le impide descubrir cuán similares han sido sus experiencias de vida. Penélope, que durante la mayor parte de su vida ignora su ascendencia como mujer negra (y fue criada por sus padres adoptivos en la creencia de que los blancos eran la raza superior), aliena a Bummi a la que considera simplemente como su "limpiadora africana". Cuando Penélope descubre su verdadera herencia africana (Hattie), deja de lado sus sentimientos racistas y se da cuenta de que la historia de Hattie está innegablemente entrelazada con la suya.
Al sugerir una solución al nuevo discurso de Gay para tratar la desigualdad, Evaristo cuenta la historia de estos 12 personajes para que los lectores puedan sentirse identificados con sus experiencias a nivel humano en lugar de reducirlas a un estereotipo.

## Recepción

### La crítica
La página web agregadora de reseñas Book Marks señala que el 57% de los críticos dieron al libro una reseña "elogiosa", y el 43% restante expresó impresiones "positivas".
Emily Rhodes del Financial Times dijo que "Evaristo escribe con sensibilidad sobre cómo criamos a los niños, cómo seguimos nuestras carreras, cómo lloramos y cómo amamos", mientras que Johanna Thomas-Corr de The Sunday Times describe Niña, mujer, otros como "una Novela amplia y triunfal, contada en un híbrido de prosa y poesía, sobre las luchas, anhelos, conflictos y traiciones de 12 mujeres (en su mayoría) negras y un personaje no binario". La polifonía de voces de Evaristo es exitosa y convincente, según Josie Mitchell de la revista Literary Review, que escribe: "Las perspectivas se complementan y se disputan entre sí, lo que equivale a un glorioso y atmosférico conjunto de ventriloquias". Según Sarah Ladipo Manyika, que escribe para New Statesman, Evaristo "continúa ampliando y mejorando nuestro canon literario. Si se quiere entender la Gran Bretaña moderna, está es la escritora que hay que leer.”

### Reconocimientos
Niña, mujer, otras fue ganadora (junto con The Testaments de Margaret Atwood) del Premio Booker 2019,  y fue preseleccionada para el Premio Gordon Burn 2019. Los jueces de Booker describen la obra como "una lectura obligada sobre la Gran Bretaña moderna y la feminidad". Fue nombrado uno de los diez mejores libros de 2019 por el Washington Post.
Niña, mujer, otras fue uno de los 19 libros favoritos de Barack Obama para 2019 y el de Roxane Gay de 2019, y ha sido el duodécimo libro de ficción de tapa dura más vendido en el Reino Unido. El Sunday Times lo considera un bestseller, The Guardian el libro de la década, y fue considerado libro del año 25 veces, entre las que cabe mencionar mejor libro LGBT para O, The Oprah Magazine,  uno de los 100 libros imprescindibles para la revista Time,uno de los 28 mejores libros de ficción internacionales de CBC, uno de los 13 mejores libros feministas para la revista Elle, el libro del año de los editores de Amazon y uno de los mejores libros del año de Apple Books, así como el mejor audiolibro para The Times de 2019.
Evaristo recibió el reconocimiento como una de las Women in 2019: the game changers del Financial Times, y fue candidata al Women's Prize, British Book Awards: Libro de ficción del año / y Publishing Triangle Awards (EE. UU.). Destacada en 100 Women 2020 de OkayAfrica, también está en la lista demcandidatos para el Premio Orwell de Ficción Política, para los Premios Glass Bell, los Premios de la Industria del Libro Australiano, y los Premios Visionary Honors.
Niña, mujer, otras fue incluida en la lista "Big Jubilee Read " de 70 libros seleccionados por un panel de expertos y anunciada por la BBC y The Reading Agency en abril de 2022, para celebrar el Jubileo de Platino de Isabel II en junio de 2022.